# Флавин, Дэн
Дэн Флавин (англ. Dan Flavin, 1 апреля 1933 — 29 ноября 1996) — американский художник-минималист, известен скульптурными объектами и инсталляциями, созданными из флуоресцентных ламп.

## Образование
Короткий промежуток времени изучал художественную историю в New School for Social Research, затем перевёлся в Колумбийский университет, где изучал живопись и рисунок.

## Творчество

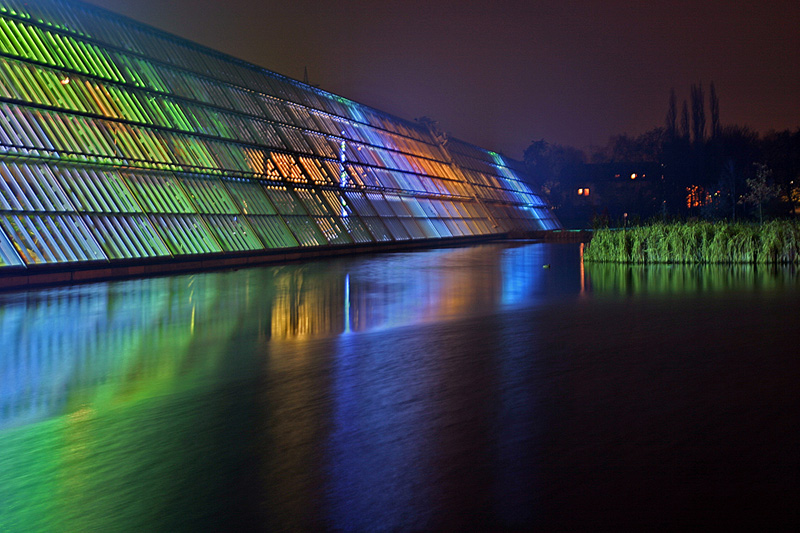
Оформление здания в парке города Гельзенкирхен

Впервые Флавин придумал использовать электрический свет как художественную форму в 1961. В этом же году он женился на своей первой жене Sonja Severdija. Его первая персональная выставка также прошла в 1961 в Judson Gallery в Нью-Йорке.
Первыми работами с включением электрического света была серия «иконы»: восемь цветных квадратных форм, флуоресцентные лампы с лампами накаливания, закреплённые по сторонам. Одна из этих «икон» была посвящена брату-близнецу Флавина, Давиду, умершему от полиомиелита в 1962.
«Diagonal of Personal Ecstasy (Диагональ от 25 мая 1963)», завершённая в 1963, стала первой зрелой работой Флавина. Она знаменует начало исключительного использования художником флуоресцентного света как средства. В следующие десятилетия он продолжал использовать флуоресцентные структуры для изучения цвета, света и скульптурного пространства. Эти структуры использовали свет и цветные рефлексы, принимая различные формы, включая «угловые произведения», «барьеры» и «коридоры». Большинство работ Флавина были без названия, часто при этом посвящены друзьям, художникам, критикам: наиболее известные произведения включают «Монументы В. Татлину», над которыми он работал в период между 1964 и 1990.
Флавин женился на своей второй жене, художнице Трейси Хэррис (англ. Tracy Harris) на церемонии в Музее Гуггенхайма в 1992.
Последней работой Флавина было произведение в жанре site-specific art в церкви S. Maria Annunciata in Chiesa Rossa в Милане, Италия.
На творчество Флавина оказали влияние Владимир Татлин, Константин Бранкузи, Марсель Дюшан, Джаспер Джонс, Фрэнк Стелла, Сол Левитт, абстрактный экспрессионизм, минимализм. В свою очередь, искусство Флавина повлияло на Дональда Джадда, Роберта Ирвина, Дженнифер Стейнкамп, Джеймса Таррелла, концептуальное искусство, лэнд-арт, энвайронмент.